# الجمعية الأوروبية للتخدير والعناية المركزة
الجمعية الأوروبية للتخدير والعناية المركزة (بالإنجليزية: European Society of Anaesthesiology and Intensive Care)‏ هي جمعية تأسست في شكلها الحالي في عام 2005، وهي أكبر جمعية للأطباء المتخصصين في التخدير في أوروبا.
وتتمثل مهمتها المعلنة في «استهداف أعلى معايير الممارسة والسلامة في التخدير وطب الفترة المحيطة بالجراحة والعناية المركزة وطب الطوارئ الحرج وعلاج الألم من خلال التعليم والبحث والتطوير المهني في جميع أنحاء أوروبا». الجمعية تدير أيضاً المجلة الأوروبية للتخدير. تم تشكيلها في عام 2005 باسم الجمعية الأوروبية للتخدير لتوحيد أدوار المنظمات الثلاث السابقة: الأكاديمية الأوروبية للتخدير التي يرجع تاريخها إلى عام 1978، والجمعية الأوروبية السابقة لأطباء التخدير التي تأسست في عام 1992، واتحاد الجمعيات الوطنية الأوروبية للتخدير. تم اعتماد الاسم الحالي في عام 2020 للتأكيد على أنشطة المنظمة في طب العناية المركزة، لا سيما في سياق جائحة فيروس كورونا.